# Vincent de Moro-Giafferi

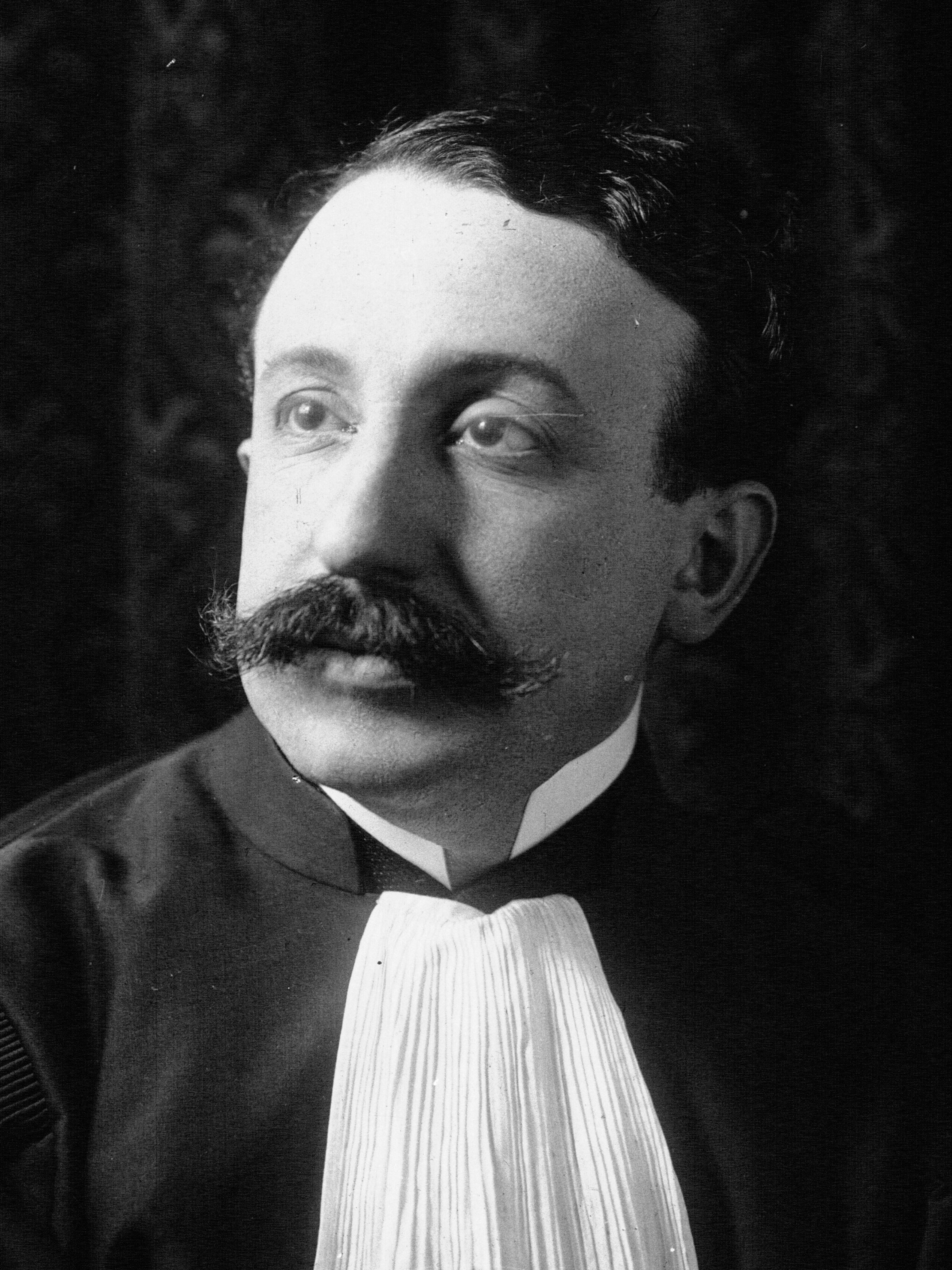
Vincent de Moro-Giafferi (1913)

Vincent de Moro-Giafferi (* 6. Juni 1878 in Bastia; † 22. November 1956) war zu seiner Zeit einer der berühmtesten französischen Strafverteidiger.

## Leben
Moro-Giafferi war korsischer Abstammung. 1902 wurde er mit 24 der jüngste, jemals bis dahin in Paris zugelassene Anwalt. Im Ersten Weltkrieg war er Offizier und erhielt das Croix de guerre. 1919 bis 1928 war er für Korsika Abgeordneter der französischen Nationalversammlung als Mitglied der radikalen sozialistischen Partei, mit der er Pierre Mendès France unterstützte. Als Strafverteidiger war seine rhetorische Brillanz (und sein Witz) über die Grenzen Frankreichs hinaus bekannt, man nannte ihn deshalb auch den Tenor der Rechtsanwälte (Tenor du Barreau). Dabei pflegte er seine Plädoyers stets zu improvisieren. Besonders bekannt ist er aus den Prozessen gegen den Frauen-Serienmörder Henri Désiré Landru 1921, den früheren Premierminister Joseph Caillaux, der als Befürworter eines Friedensschlusses mit Deutschland 1918 angeklagt wurde, den Herausgeber des kommunistischen L’Humanité Lucien Sampaix, der wegen Spionage angeklagt war, dem Mordprozess von Joseph Seznec 1924 (bis heute wird darüber gestritten, ob es ein Justizirrtum war), die Bande des Anarchisten Jules Bonnot 1913, gegen den Mörder Eugène Weidmann 1939 (der letzte der in Frankreich öffentlich guillotiniert wurde) und den Hochstapler Alexandre Stavisky.
Moro-Giafferi nahm auch als Richter im von Willi Münzenberg organisierten „Gegenprozess“ zum Reichstagsbrandprozess 1933 in London teil, wobei er Hermann Göring scharf angriff. Auch an anderen Prozessen, die sich gegen die Machenschaften der Nationalsozialisten richteten, war er beteiligt. Häufig war er dabei im Auftrag der Ligue internationale Contre l’Antisémitisme, der LICA,  tätig: So  im sogenannten „Judenprozess“ in Kairo und  im Prozess gegen David Frankfurter in Davos. Sein Gegenspieler war in diesen Fällen fast immer der erste Anwalt Hitler-Deutschlands, Friedrich Grimm. Moro-Giafferi bereitete auch die Verteidigung von Herschel Grynszpan vor, der im November 1938 den deutschen Botschaftsangestellten in Paris Ernst vom Rath erschoss – als Vergeltung dafür, dass seine jüdische Familie im Rahmen der Polenaktion von Hannover aus nach Polen abgeschoben worden war. Auch hier war sein Gegenspieler Grimm, der es sogar schaffte, während des „Sitzkrieges“ aus der Schweiz Einfluss auf den Prozess zu nehmen. Grimm erreichte, dass der Prozess sistiert wurde, der nach Beginn des Kriegs zweifellos mit einem Freispruch Grynszpans geendet hätte. Einen Tag nach der Besetzung Frankreichs durch die Wehrmacht hatte der mit Abetz nach Paris gekommene Friedrich Grimm schon Gestapoagenten auf Moro-Giafferi angesetzt. Doch diese trafen ihn nicht an, weil er schon  nach Aix geflüchtet war und später nach Korsika. Die Beamten durchsuchten seine Wohnung, die Kanzlei und das Büro der LICA. Unter anderem beschlagnahmten sie Moro Giafferis Akten zu Grynszpan und übergaben sie Grimm. Nach dem Krieg setzte Giafferi seine Tätigkeit als Anwalt bis zu seinem Tod fort. Von 1946 bis 1956 war er Abgeordneter zur Nationalversammlung für die RGR (Rassemblement des gauches républicaines, eine linksgerichtete Gruppe der Republikaner).

## Zitate
„… kann der Gatte von irgendeiner der Verschwundenen sagen er sei Witwer? Kann er sich wieder verheiraten? Kann ein Abkömmling ihr Erbe beanspruchen? Nein! Das Gesetz verbietet es und verlangt sichere Beweise des Ablebens. Also, im Namen des Gesetzes das wir verwalten, laßt uns uns nicht selbst der Tötung dieser Frauen anklagen, die noch unter uns weilen!“